# Медаль «За доблесть» (ФСЖВ)
Меда́ль «За до́блесть» — ведомственная медаль Федеральной службы железнодорожных войск Российской Федерации, учреждённая приказом ФСЖВ РФ № 127 от 10 апреля 2001 года.
В связи с упразднением ФСЖВ России 9 марта 2004 года и вхождением железнодорожных войск в состав Министерства обороны РФ, награждение данной медалью прекращено.

## Правила награждения
Согласно Положению медалью «За доблесть» награждались:
- военнослужащие железнодорожных войск Российской Федерации за большой вклад в развитие железнодорожных войск, успехи в поддержании высокой боевой готовности подразделений, частей и соединений, за отличные показатели в боевой подготовке и иные заслуги во время прохождения военной службы;
- гражданский персонал воинских частей, научно-исследовательских учреждений, предприятий, организаций и военных образовательных учреждений профессионального образования железнодорожных войск за выдающиеся успехи в работе, высокие производственные показатели,

заслуги в развитии науки, техники и культуры, большой личный вклад в обучение и воспитание личного состава;
- в отдельных случаях другие граждане Российской Федерации и иностранные граждане, внесшие значительный вклад в решение задач, возложенных на железнодорожные войска.

Медаль состояла из двух степеней:
- I степень — для награждения военнослужащих;
- II степень — для награждения лиц гражданского персонала.

## Правила ношения
Медаль носится носится на левой стороне груди и при наличии других наград Российской Федерации и железнодорожных войск располагается после медали «За отличие в службе» в железнодорожных войсках Российской Федерации и перед юбилейной медалью «150 лет железнодорожным войскам России».

## Описание медали
Медаль при помощи ушка и кольца соединяется с пятиугольной колодкой, обтянутой муаровой лентой.